# Trotina (Fluss)
Der Fluss Trotina ist ein 24,9 km langer rechter Zufluss der Elbe in Tschechien.
Die Trotina entspringt in dem Libotovský hřbet in der Nähe der Gemeinde Zdobín in der Nähe des Riesengebirgsvorlandes. Im weiteren Verlauf fließt sie durch das Hügelland Jičínská pahorkatina und das Tafelland Východolabská tabule, nimmt bei Račice nad Trotinou (Ratschitz an der Trotina) das Flüsschen Hustířanka auf, entwässert die Velichovecká tabule (Welchower Tafel) und mündet bei Lochenice in die Elbe.
Das Flussgebiet nimmt eine Fläche von 116,13 km² ein, der durchschnittliche Zufluss beträgt 0,71–1 m³/s, der spezifizierte Abfluss 6,08 l/s/km².